# Îles Tachen
Les îles Tachen (ou îles Dachen  大陈群岛) constituent un groupe d'îles situé au large de Taizhou (Zhejiang) dans la mer de Chine orientale. Elles font partie administrativement du District de Jiaojiang.

## Description
L'archipel est constitué de 29 îles, îlots et rochers totalisant 14,6 km2.

## Histoire
Jusqu'en 1955 les îles Tachen étaient administrées par la République de Chine (Taïwan).
Elles ont fait l'objet de la Bataille de l'archipel des Tachen en 1955 dans le cadre de la première crise du détroit de Taïwan, quand la Chine communiste en a pris le contrôle. Les Marines américaines et taïwanaises ont joint leurs forces pour évacuer des îles Tachen le personnel militaire et les civils taïwanais.